# Емісійний бюджет СО2
Емісійний бюджет СО2 — допустима сумарна антропогенна емісія вуглекислого газу за встановлений період часу, яка визначається виходячи з цільового рівня глобального потепління у кінці періоду.

## Поняття та методики
Термін «емісійний бюджет» стосовно СО2 став вживатися у зв'язку з визначенням можливих сценаріїв зміни клімату.
Вуглекислий газ є найвпливовішим на зміну клімату неконденсованим парниковим газом, його концентрація в атмосфері швидко зростає. За оцінкою 2007 року, навіть після повного припинення антропогенної емісії надмірний вуглекислий газ залишатиметься в атмосфері впродовж періоду часу близько тисячі років. Частина надлишку вуглекислого газу швидко поглинеться (наприклад, поверхнею океану), але частина залишатиметься в атмосфері тисячі років, частково через дуже повільний процес, за допомогою якого вуглець переноситься в океанські відкладення.
Можливість «негативної емісії», тобто вилучення вуглекислого газу (CO2) з атмосфери є, станом на 2023 рік, можливою, та, поки що, недостатньо ефективною для повного і швидкого вирішення проблеми, але необхідною вже сьогодні для зменшення глобального потепління, покращення емісійного бюджету CO2 і сприяння сталому розвитку. Наприклад, негативної емісії можливо досягти завдяки біоенергетиці з уловлюванням та зберіганням вуглецю (BECCS), технології прямого захвату повітря (DAC), залісненню/лісовідновленню та технології посиленого вивітрювання.
У зв'язку з цим для відвернення катастрофічної дестабілізації клімату необхідно обмежити сумарну (накопичену) кількість СО2 у атмосфері. Заданій у розрахунках величині майбутнього потепління в градусах Цельсія відповідає певна кількість гігатонн СО2, яка може бути додана в атмосферу. Стосовно визначення можливих сценаріїв майбутнього йдеться про розподіл цієї кількості по роках, що і має на увазі термін «бюджет», вживаний по аналогії з фінансовим плануванням.

## Кількісні оцінки
Початковою величиною для визначення емісійного бюджету СО2 є рівень глобального потепління, який може бути визнаний прийнятним. Обмеження глобального потепління величиною 2 °C є найбільш загальновизнаною метою на міжнародних переговорах зі зміни клімату. Її підтримали 140 держав. Ряд учених визнає цю мету недостатньою.
Була проведена низка досліджень, що ставлять метою визначити бюджет СО2, який відповідає потеплінню 2 °C. Вони відрізняються часовими рамками, статистичними методами і наборами чинників, що враховуються
Аллен та ін. у своєму дослідженні розглядають сумарну емісію 3670 Гт СО2 (еквівалент 1000 Гт вуглецю) за період 1750—2500 рр., за їх оцінкою вона викличе глобальне потепління з найбільш імовірною величиною 2°С.
Вашингтон, Натті та ін. в квітні 2009 року опублікували дослідження, в якому оцінюється емісія для досягнення порогового рівня потепління 2°С до 2100 року. Згідно з їх результатами, емісійний бюджет при цьому складе 1300—1400 Гт СО2.
Комітет зі зміни клімату Великої Британії в 2008 році запропонував глобальний сценарій зниження емісії СО2 з метою обмежити потепління величиною 2°С (з імовірністю 50 %), а імовірність перевищення 4°С не має бути більший 1 %. Емісійний бюджет до 2050 року при цьому повинен скласти 2000 Гт.
Джеймс Хансен у роботі «Мета для рівня атмосферного СО2: до чого повинне прагнути людство» оцінює емісійний бюджет до 2050 року величиною 750 Гт.
Мейнсгаузен та ін. у роботі 2009 року «Цілі відносно емісії парникових газів для обмеження рівня глобального потепління величиною 2 °C» уперше оцінюють бюджет емісії в термінах імовірності, з урахуванням невизначенностей, що залишаються, в реакції клімату на підвищений рівень СО2, а також невизначенностей щодо стабільності вуглецю в наземних і морських «сховищах». За їх оцінкою, при сумарній емісії 1000 гігатонн СО2 за період 2000—2050 років, імовірність неперевищення порогу потепління 2 °C складе близько 75 % (що відповідає застосуванню терміну «ймовірно» в доповідях МДЕІК). У 2000—2009 роках близько 350 гігатонн вже було викинуто в атмосферу, залишаючи 650 гігатонн на 2010—2050 роки. При збереженні нинішніх темпів викидів цей бюджет буде витрачений до 2030 року. Для цього досить спалювання менш однієї чверті доступних запасів викопного палива.
Ініціатива по відстежуванню вуглецю у своєму аналізі, виконаному в 2013 році, використовує ту ж модель MAGICC6, що і Мейнсхаузен та ін. 2009, але виходить з інших граничних умов:
- більш високий рівень аерозолів в атмосфері компенсує частину ефекту потепління від СО2
- більше зниження емісії інших парникових газів дозволяє збільшити долю емісії СО2. При таких припущеннях емісія СО2 з 2013 по 2049 рік для обмеження потепління величиною 2°С з імовірністю 80 % повинна скласти 900 Гт СО2. При масовому використанні технології зв'язування і зберігання вуглецю ця величина може бути збільшена ще не більше ніж на 12-14 %[15].

П'ята оціночна доповідь МДЕІК містить значення допустимої емісії для різних меж потепління і імовірності утримання потепління у цих межах:
| Межа/ймовірність | < 1,5 °C | < 2 °C | < 3 °C |
| ---------------- | -------- | ------ | ------ |
| 66%              | 400      | 1000   | 2400   |
| 50%              | 550      | 1300   | 2800   |
| 33%              | 850      | 1500   | 3250   |

З цих даних неважко визначити час, що залишається до вичерпання глобального емісійного бюджету при збереженні нинішніх темпів його витрачання:
| Межа/ймовірність | < 1,5 °C | < 2 °C | < 3 °C |
| ---------------- | -------- | ------ | ------ |
| 66%              | 6,0      | 20,9   | 55,7   |
| 50%              | 9,8      | 28,4   | 65,6   |
| 33%              | 17,2     | 33,3   | 76,8   |

## Практичне застосування

Приклади траєкторій зниження глобальних викидів, де сукупний об'єм викидів CO^{2} дорівнює 750 Гт за період 2010—2050 (1 Гт З = 3,67 Гт CO^{2}). На цьому рівні існує 67 % ймовірність обмеження глобального потепління 2 °C. З графіків видно, що чим пізніше буде досягнутий пік викидів, тим крутішим має бути їх подальше скорочення. На малюнку показані варіанти сценаріїв глобальних викидів з досягненням піку в різні роки: 2011 (зелений), 2015 (синій) і 2020 (червоний). З метою забезпечення дотримання цих траєкторій потрібна максимальна річна ставка скорочення на 3,7 % (зелений), 5,3 (синий), або 9,0 % (червоний) (у порівнянні з 2008). (Джерело: Німецька консультативна рада з питань глобальних змін; WBGU 2009).

Єдиною країною, що встановила національний бюджет емісії СО2, є Велика Британія. Це робиться для досягнення законодавчо встановленої мети зниження національної емісії до 2050 р. на 80 % у порівнянні з 1990 р. Бюджет приймається на п'ятирічний період
Незважаючи на критику з боку екологічних НДО і учених, країни-учасники міжнародних переговорів зі зміни клімату до теперішнього часу уникають застосування бюджетного підходу для визначення своїх зобов'язань відносно емісії СО2, Існує розрив між зобов'язаннями, які готові обговорювати учасники міжнародних переговорів, і скороченням емісії, необхідним за сучасними науковими даними. Згідно з рішеннями, прийнятими в Дурбані, жодна зобов'язуюча кліматична угода не діятиме до 2020 року, незважаючи на широко визнану необхідність до цього терміну не лише зробити значимі зусилля із скорочення емісії, але і досягти глобального піку викидів. При обмеженому сумарному бюджеті емісії будь-яка затримка в досягненні її піку різко збільшує необхідну швидкість і глибину майбутніх скорочень, з ризиком зробити їх політично і технічно нездійсненними. Згідно з деякими дослідженнями, обмеження потепління величиною 2 °C (що характеризує небезпечну зміну клімату) вже неможливо без припинення економічного зростання в розвинених країнах, і єдиною можливістю досягнення цієї мети є перехід до стратегії антизростання.